# Alan, il conte nero
Alan, il conte nero (The Strange Door) è un film del 1951 diretto da Joseph Pevney.
È un film horror a sfondo thriller statunitense con Charles Laughton, Boris Karloff e Sally Forrest. È basato sul romanzo del 1900  The Sire de Maletroit's Door di Robert Louis Stevenson ed è ambientato a Parigi nel XVII secolo.

## Trama
Alain de Maletroit (Charles Laughton) è un sadico e quasi folle discendente di un'antica e nobile famiglia che tiene prigioniero suo fratello Edmond (Paul Cavanagh) in una segreta della sua magione da 20 anni. In questo modo Alain intende vendicarsi di Edmond tanti anni prima era riuscito a conquistare l'amore della donna che era anche amata e idolatrata da Alain. La figlia di Edmond, Blanche (Sally Forrest), cresciuta da Alain dopo che sua madre è morta di parto, crede che anche suo padre sia morto da giovane. Per completare la sua vendetta su Edmond, Alain attira Denis de Beaulieu (Richard Wyler), un poco di buono, a casa sua per costringere Blanche a sposarlo in modo da rendere la vita della giovane donna un inferno e quindi tormentare ulteriormente Edmond.
Quello di cui non ha tenuto conto il malvagio Alain è che sotto l'aspetto scapestrato del giovane si nasconde un buon cuore e, dopo un'iniziale reciproca diffidenza, Blanche e Denis si innamorano. Insieme cercano di liberarsi dalle grinfie di Alain e dei suoi servi brutali. Ricevono aiuto solo da Voltan (Boris Karloff), il carceriere che ha segretamente cercato di rendere un po' più facile la vita a Edmond in cattività. Ma la fuga dei due innamorati fallisce. Alain decide di uccidere Edmond e i due giovani e, nel frattempo, li rinchiude insieme nella prigione, le cui pareti possono essere spostate da un ingegnoso meccanismo e minacciare di schiacciare i detenuti. Con le sue ultime forze, Voltan, gravemente ferito nella lotta con i servi di Alain...

## Produzione
Il film, diretto da Joseph Pevney su una sceneggiatura di Jerry Sackheim e un soggetto di Robert Louis Stevenson (autore del romanzo), fu prodotto da Ted Richmond per la Universal International Pictures e girato negli Universal Studios a Universal City, California, dal 15 maggio all'inizio di giugno 1951. Il titolo di lavorazione fu  The Door.

## Distribuzione
Il film fu distribuito con il titolo The Strange Door negli Stati Uniti dall'8 dicembre 1951 (première a New York) al cinema dalla Universal Pictures.
Altre distribuzioni:
- in Austria nel 1952 (Hinter den Mauern des Grauens)
- in Svezia il 15 aprile 1952 (Skräckens borg)
- in Francia il 25 aprile 1952 (Le château de la terreur)
- in Finlandia il 23 maggio 1952 (Suljettu ovi)
- in Danimarca il 7 gennaio 1953 (Skrækkens borg)
- in Portogallo il 12 gennaio 1956 (O Castelo Maldito)
- in Germania Ovest nel 1958 (Hinter den Mauern des Grauens)
- in Belgio (Levend ingemetseld e Emmuré vivant)
- in Italia (Alan, il conte nero)
- in Germania Est (Die merkwürdige Tür)
- in Brasile (O Tirano)
- in Grecia (O pyrgos ton zontanon nekron)
- negli Stati Uniti (Robert Louis Stevenson's The Strange Door)

## Critica
Secondo il Morandini il film è caratterizzato da "molte ombre" e da una "atmosfera d'incubo" ma questo "non è il materiale adatto per un Pevney qualsiasi". Secondo Leonard Maltin "Charles Laughton gigioneggia in questo grezzo e banale adattamento di un racconto di Robert Louis Stevenson".

## Promozione
La tagline è: "Robert Louis Stevenson's masterpiece of TERROR".